# 权韠
权韠（：／；1569年—1612年），字汝章，号石州，朝鲜王朝诗人。权韠虽出生于官宦家庭，但他的父亲为官清廉，家境并不富裕。他自幼就亲近平民百姓，关心民生疾苦。权韠留有文集《石洲集》。现存他的汉文诗有800余首。他的挚友溪谷张维在《石洲集》序文中称“石洲之诗，谈者谓百年来所未有，此只以诗论也。”:728-730:264

## 生平
权韠1569年出生于朝鲜汉阳两班家庭，父兄都是知名诗人。其父权擘曾两次以书记官的身份出使明朝，并参与过中宗、仁宗、明宗等历朝实录的编撰。他从小就喜爱诗歌，9岁时写出长篇古诗《驱车儿》。:728:264
权韠19岁时参加司马试的初试和复试高中状元，但由于“一字误书”而被取消状元资格。之后，他再也没有参加科举考试。他一生大部分时间都以布衣身份渡过，曾做过“童蒙教官”的小官。壬辰倭乱期间，权韠赴前线抗敌，写下一些爱国诗篇。:728:264
1611年春，一位叫任叔英的布衣参加科举考试，在作文中痛斥权门弊害，招来逆鳞之灾，被榜上除名。权韠得知后写了一首七绝《闻任茂叔削科》(《宫柳诗》)，讥讽光海君之妃兄柳喜奋一派的专横跋扈，妒忌用事。诗曰：“宫柳青青花乱飞，满城冠盖媚春晖。朝家共贺升平乐，谁遣危言出布衣。” 权韠因此遭来“诗祸”。光海君从朝臣奏章看到此诗后，亲自审讯了权韠，并把他流放到朔方。在发配途中，权韠被人杀害，年仅43岁。（一说他是在发配途中因陈年疾病和拷问留下的余毒发作而死。）:728:40:264

## 主要作品
现存权韠的汉诗有800多首。他的文集《石洲集》除汉文诗外，还有散文和小说。权韠从小同情劳苦大众。他9岁时所写的长篇古诗《驱车儿》如实表现了苦役百姓的悲惨生活，并在诗的结尾希望朝廷免除苦役，让赶车人能回家务农，安居乐业。《春尽无雨四月初有作》、《送李安讷出守端川》、《切切何切切》、《咏史》等都是他创作的反映民生疾苦的现实主义作品。《切切何切切》是首反映劳役制度给百姓带来痛苦的五古诗：:728-732:267
|  | 切切何切切？有妇当道哭。问妇何哭为？夫婿远行役。谓言即顾返，三载无消息。 一女未离乳，贱妾无筋力。高堂有舅姑，何以备饘粥？拾穗野田中，岁暮衣裳薄。 北风吹郊墟，寒日惨将夕。独归茅檐底，哀怨岂终极。 |

壬辰倭乱期间，权韠赴前线抗敌，写下了《高判书敬命改葬挽章》、《梦得一小册乃金德龄诗集也》、《九日对酒作》、《贼退后入京》等许多爱国诗篇。七绝《梦得一小册乃金德龄诗集也》表达的诗人为含冤而死的爱国义兵金德龄的敬重、怀念与惋惜：:733-735:264-265
|  | 将军昔日把金戈，壮志中摧奈命何？地下英灵无限恨，分别一曲醉时歌！ |

权韠所处的时代是朝鲜王朝党派斗争最为激烈的时期，在他的诗歌中有不少表达诗人对权力争斗讽刺、憎恶之情的作品，比如《鬥狗行》、《忠州石》等。在杂体诗《斗狗行》中，诗人将热衷于党争的官僚比作群狗，只会给觊觎朝鲜领土的敌人可乘之机，而只有“主人”，那些善良正直的爱国者才真正为国运担忧：:728-738:40:264-268
|  | 谁投与狗骨，群狗鬥方狠！小者必死大者伤，有盗窥窬欲乘衅。主人抱膝中夜泣，天雨墙坏百忧集。 |

## 评价
权韠的挚友溪谷张维在《石洲集》序文中称“石洲之诗，谈者谓百年来所未有，此只以诗论也。”:728-730